# Студентський парк (Кременчук)
Парк «Студентський» — парк у Кременчуці. Має важливе водоохоронне та оздоровче значення. За задумом був третьою чергою Придніпровського парку.
Парк розташований на Першому занасипу — на півдні лівобережної частини міста, біля Дніпра — між вулицями Велика Набережна, Ярмаркова та Флотська.

## Історія

### Парк в радянський період
У 1970 році до 100-річчя з дня народження В. І. Леніна на пустирі на території Першого занасипу, де був побудований новий житловий район, було відведено 60 гектарів площі для створення парку. Фактично він став третьою чергою Придніпровського парку.
У створенні парку брала участь молодь підприємств та навчальних закладів міста, тому парк назвали «Комсомольським». Головною проблемою при його створенні, враховуючи значну площу, було завезення родючого чорнозему. Одночасно із закладенням парку створювалася водополивна система.
Багато з посаджених дерев загинули, тому у 1975 році була проведена чергова висадка дерев, а також проводелось озеленювання по 10 га щорічно з 1976 по 1978 рік. Відкриття парку було заплановано на 1978 рік, до 60-річчя комсомолу. У будівництві парку брало участь понад 150 організацій, підприємств й установ. У 1977 році було висаджено 9 тисяч дерев, 21 тисяч троянд, 850 квадратних метрів клумб з багаторічними квітами, вирито озеро з острівцем посередині, прокладена дорога. Сукупно новий парк зайняв територію в 60 га. У парку були створені пам'ятні алеї: алеї молоді (горобина), першокласників (клени), ветеранів війни і праці (каштани). Всього у 1977 році висаджено 120 штук сріблястих кленів, у 1978 — 60 штук гіркокаштанів.
До 60-річчя революції у 1977 році в парку було закладено «Алею поколінь», яку висадили ветерани партії та комсомолу, учасники революції й активісти. Будівельники ділянки нафтопроводу «Дружба» з НДР заклали «Алею дружби» і встановили в 1979 році в парку металевий пам'ятник у формі секції газової труби. У 1978 році в парку з'явилася «Алея 60-річчя комсомолу». До червня 1979 року в парку було висаджено майже 13 тисяч дерев, 20 тисяч кущів, з'явилися спортивні майданчики, а також встановлено камінь із капсулою послання «нащадкам-комсомольцям» 2000 року із закликом розвивати парк. У 1982 році камінь, а також пам'ятник, встановлений робочими з НДР, були визнані пам'ятками історії.

### Парк у часи Незалежності

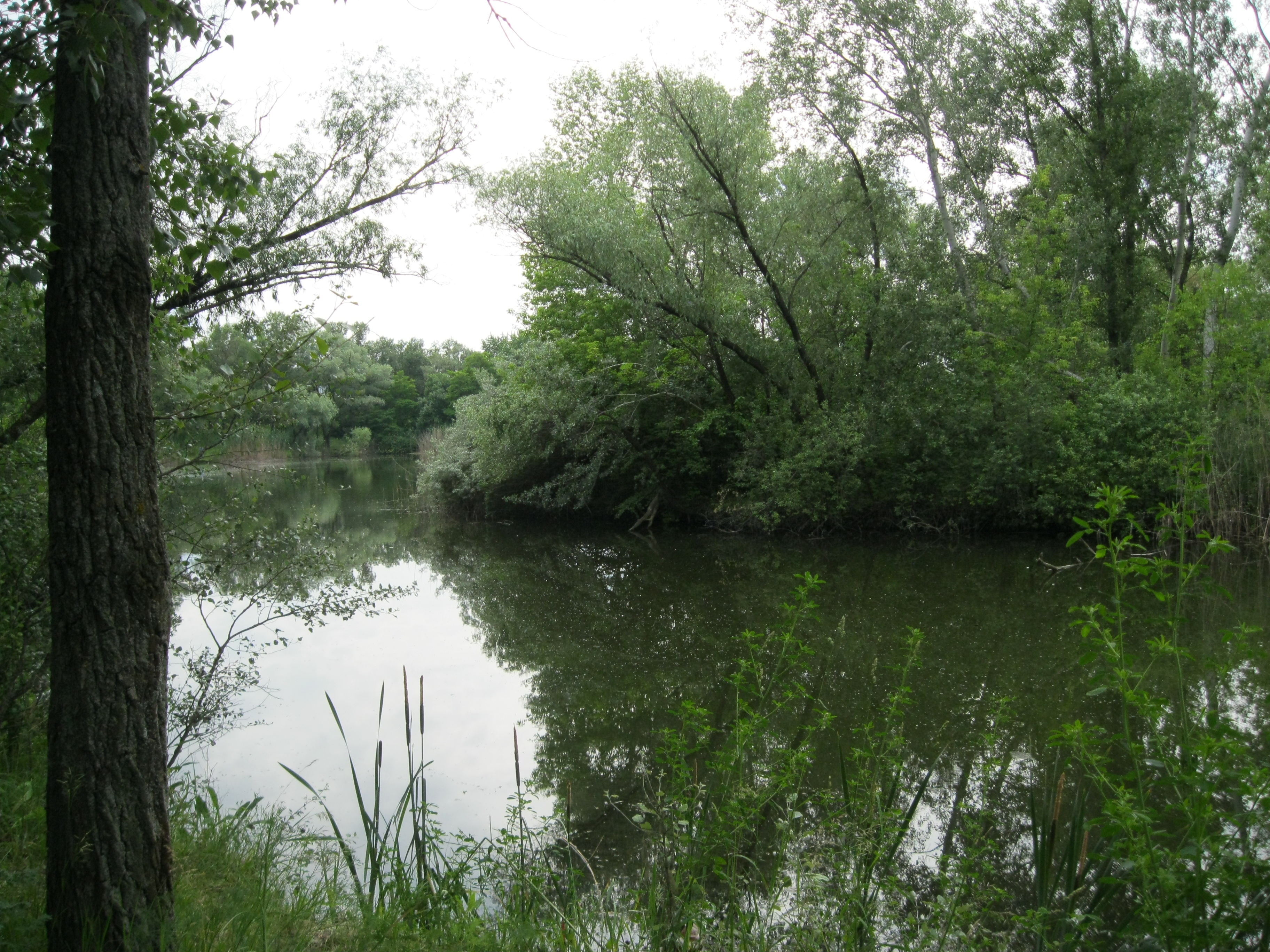
Паркове озеро з островом в 2016 році

У 1990-ті роки парк прийшов у запустіння. Було знищено пам'ятник, встановлений німецькими будівельниками газопроводу. У 1995 році в парку проводився чемпіонат Європи з мотоболу — грі у футбол на мотоциклах. Спеціально для цього було споруджено мотобольний стадіон. У наступні роки стадіон покинутий і до 2007 року був практично повністю зруйновався.
У 2007 році були оприлюднені плани по виключенню з території парку приблизно 10 га з метою будівництва на них спортивного комплексу, що включає поле для футболу, міні-футболу, баскетболу та волейболу, а також основну будівлю комплексу, чотири допоміжні спортивні бази і дев'ять кіосків. Розглядалася можливість будівництва аквапарку біля озера.
Трьома роками пізніше завершилося будівництво трьох критих тенісних кортів клубу «Прем'єр». Станом на 2014 рік, будівництво інших спортивних об'єктів не було завершено. Натомість планувалася спорудження громадського комплексу та торгово-адміністративного будинку.
У 2011 та 2012 роках у парку проводилася висадка нових дерев. У 2013 році в парку пройшов Відкритий кубок по мотокросу і тенісний матч Кубка Девіса.
У 2016 році парк перейменованио в Студентський у рамках декомунізації.

## Спортивні події
Були у парку і спортивні споруди, зокрема, мотобольне поле, де проходили матчі Чемпіонату Європи 1995 року.
Крім мотобольних матчів у парку проводилися змагання з мотокросу, а також матч Кубку Девіса 2013 року на кортах тенісного клубу «Прем'єр», в якому збірна України перемогла збірну Словаччини.

## Природа
Озеро і острів прикрашено водолюбною рослинністю, обсаджено плакучими вербами, тополями, березами, бузиною, калиною, черемхою, горобиною — всього 3000 дерев різних порід.
На піщаних ґрунтах парку, поліпшених чорноземом, висадили невибагливі до ґрунтів, але швидкоростучі породи дерев — акації білі, тополі чорні та пірамідальні, сосни звичайні, клени ясенелисті, берези бородавчасті, робінії, горобина звичайна.
У парку були створені пам'ятні алеї: алеї молоді (горобина), першокласників (клени), ветеранів війни і праці (каштани). Всього у 1977 році висаджено 120 штук сріблястих кленів, у 1978 — 60 штук гіркокаштанів.
Уздовж вулиці Флотської, до якої виходить парк, висадили, як живу огорожу, бирючину звичайну, а також акації.
Всього в парку було висаджено 14 тис. штук дерев та 60 тис. штук кущів.

## Галерея

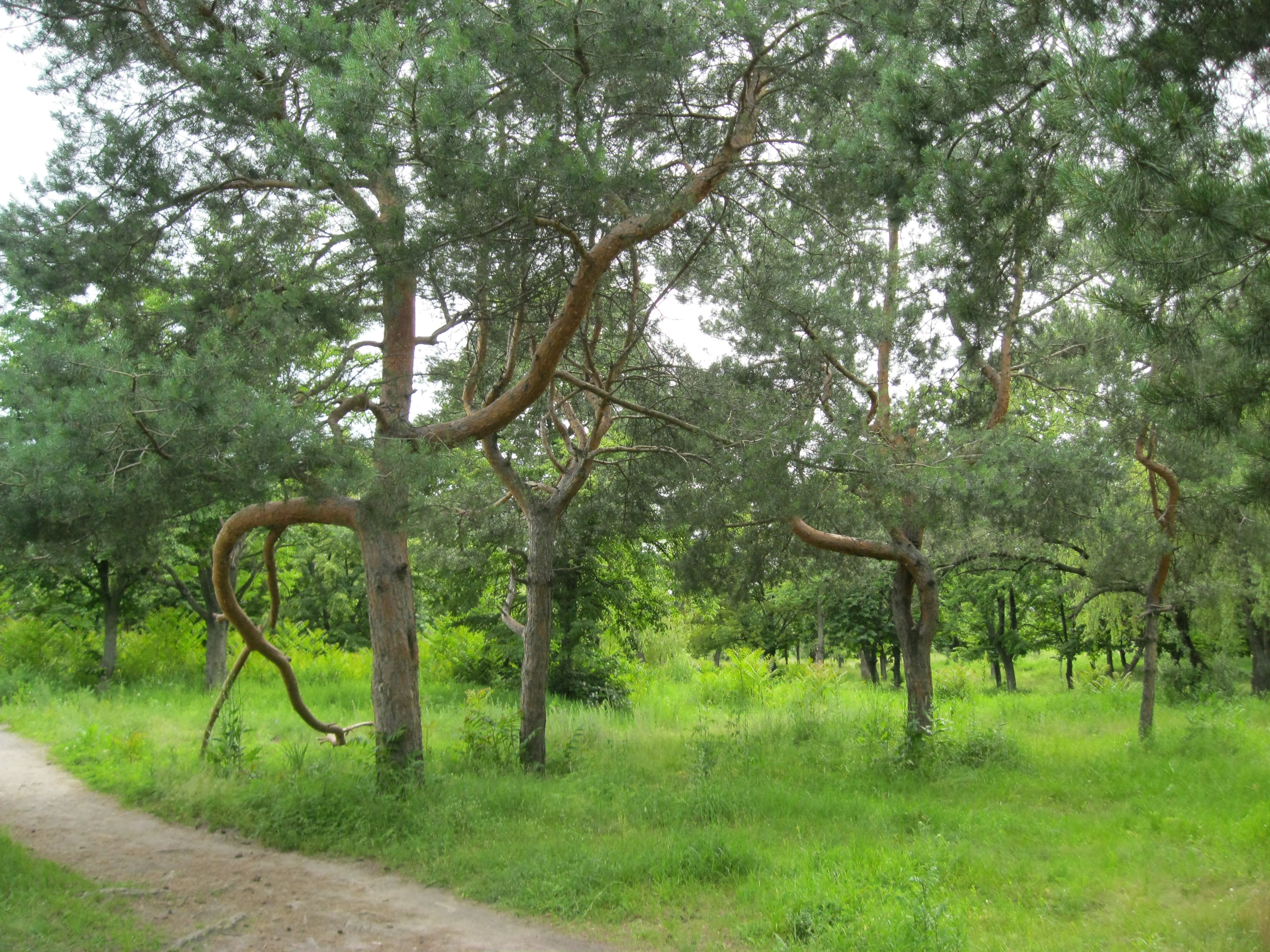
Сосни у парку
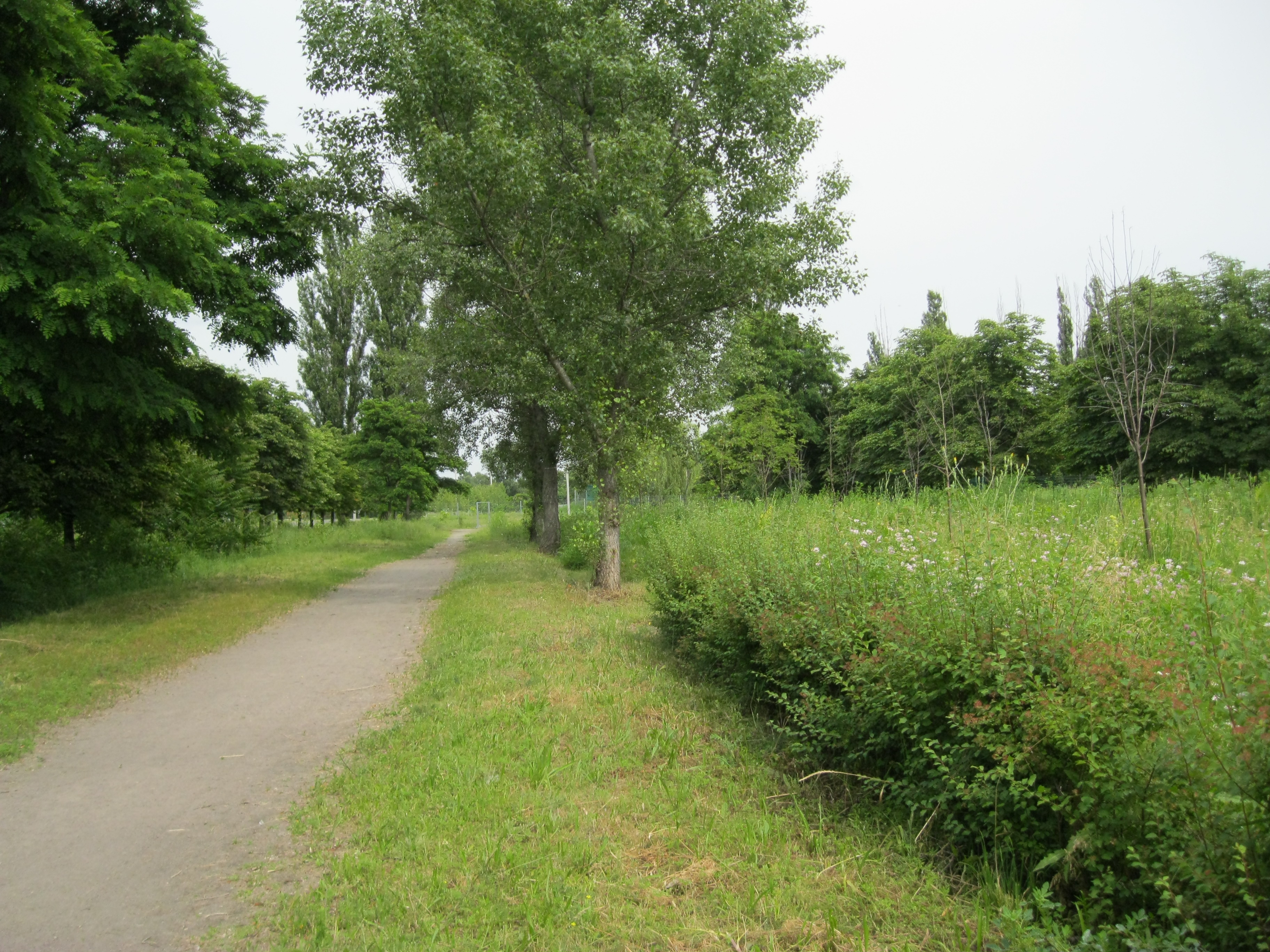
Центральна алея
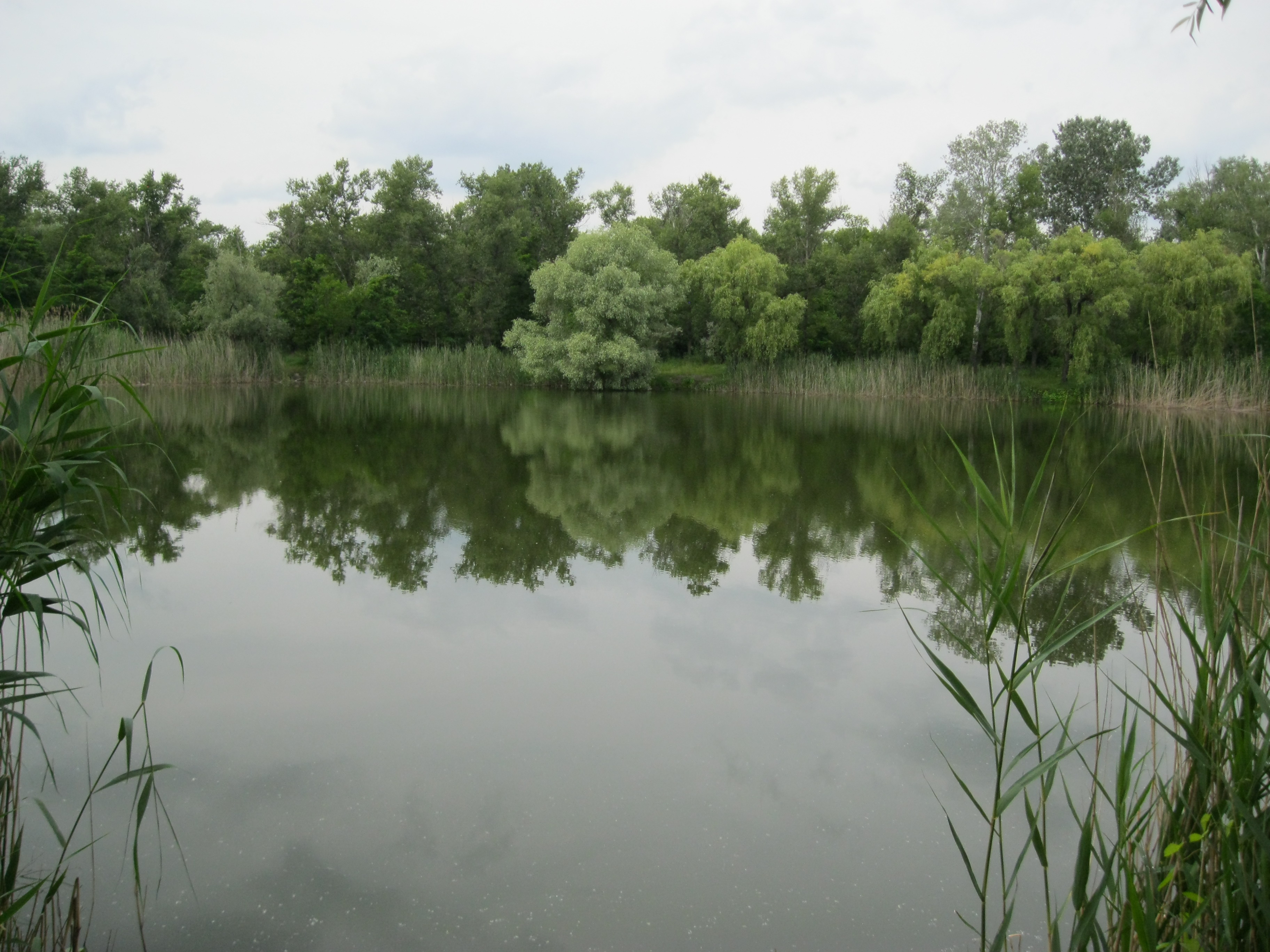
Штучне озеро
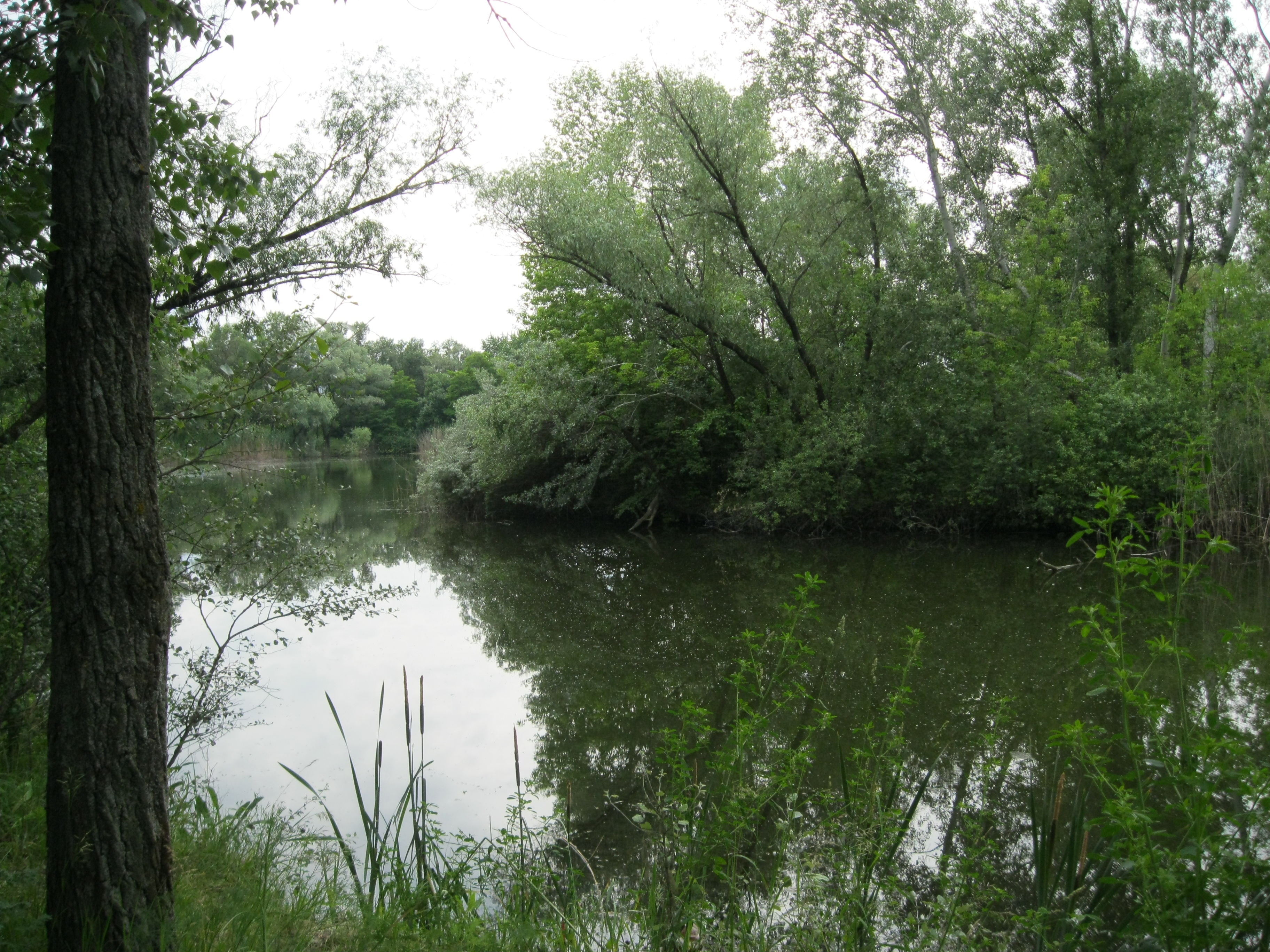
Острівець на озері